# Индерган, Жоэль
Жоэ́ль Индерга́н (фр. Joel Indergand) — французский кёрлингист.
В составе мужской команды Франции участник чемпионата мира 1993 и трёх чемпионатов Европы (лучший результат — пятое место в 1992).

## Команды
| Сезон   | Четвёртый        | Третий          | Второй            | Первый          | Запасной                             | Турниры            |
| ------- | ---------------- | --------------- | ----------------- | --------------- | ------------------------------------ | ------------------ |
| 1978—79 | Robert Thierriaz | Жоэль Индерган  | Alain Bagnaro     | Jean Louis Roux |                                      | ЧЕ 1978 (8 место)  |
| 1990—91 | Тьерри Мерсье    | Даниэль Козетто | Лионель Турнье    | Лоран Фленги    | Жоэль Индерган                       | ЧЕ 1990 (6 место)  |
| 1992—93 | Клод Фейж        | Жан Анри Дюкро  | Даниэль Морателли | Жоэль Индерган  | тренер: Тьерри Мерсье                | ЧЕ 1992 (5 место)  |
| 1992—93 | Клод Фейж        | Жан Анри Дюкро  | Даниэль Морателли | Лоран Фленги    | Жоэль Индерган тренер: Тьерри Мерсье | ЧМ 1993 (10 место) |

(скипы выделены полужирным шрифтом)